# Banza
Banza is een geslacht van rechtvleugeligen uit de familie sabelsprinkhanen (Tettigoniidae). De wetenschappelijke naam van dit geslacht is voor het eerst geldig gepubliceerd in 1870 door Walker.

## Soorten
Het geslacht Banza omvat de volgende soorten:
- Banza affinis Perkins, 1899
- Banza brunnea Perkins, 1899
- Banza crassipes Perkins, 1899
- Banza deplanata Brunner von Wattenwyl, 1895
- Banza kauaiensis Perkins, 1899
- Banza mauiensis Perkins, 1899
- Banza molokaiensis Perkins, 1899
- Banza nihoa Hebard, 1926
- Banza nitida Brunner von Wattenwyl, 1895
- Banza parvula Walker, 1869
- Banza unica Perkins, 1899